# انو پنو
انو پنو (استونیایی: Enno Penno; ۲۲ آوریل ۱۹۳۰ – ۱۶ نوامبر ۲۰۱۶) سیاستمدار اهل استونی بود. وی کفیل نخست‌وزیری دولت در تبعید استونی از سال ۱۹۹۰ تا ۱۹۹۲ بود.